# Universidad de San Carlos (Filipinas)
La Universidad de San Carlos fue fundada como el  Colegio de San Ildefonso por los padres Jesuitas Antonio Sedeno, Pedro Chirino y Antonio Pereira en Cebú, Filipinas, el 1 de agosto de 1595 (429 años).
La Universidad de San Carlos se disputa junto a la  Universidad de Santo Tomás, que fundada el 28 de abril de 1611 en Manila, el título de la universidad existente más antigua de Asia. 